# Maersk Line
Maersk Line — датская компания, мировой лидер в морских контейнерных перевозках. Штаб-квартира компании расположена в Копенгагене.

## Информация о компании
Компания основана в 1928 году.
Флот Maersk Line насчитывает более чем 610 судов и свыше 3,4 миллионов контейнеров. Экипаж судов составляет около 7100 человек, около 23 тыс. человек работают в офисах компании по всему миру.

## Деятельность
В конце августа 2018 года впервые в истории отправила своё судно по Северному морскому пути — её контейнеровоз Venta Maersk вместимостью 3,6 тыс. TEU вышел из южнокорейского порта Пусан и прибыл во Владивосток, где загрузил мороженую рыбу, ранее добытую на Камчатке. Через Находку судно пройдет Берингов пролив и далее кратчайшим путем через Севморпуть отправится в порт Санкт-Петербург с одной остановкой в немецком порту Бремерхафен. Весь путь с погрузкой, выгрузкой и возвращением в Санкт-Петербург займет чуть более месяца. Проходку поддерживает российская госкорпорация «Атомфлот».
25.05.2021.был отправлен в обход Суэцкого канала ж/д путем через Россию первый контейнерный состав.

## Представительство в России
Первый офис в России был открыт в 1992 году в г. Санкт-Петербург.
По состоянию на декабрь 2015 года в России компания представлена следующими офисами, в которых в совокупности занято более 200 человек: Санкт-Петербург (головной офис), Москва, Владивосток, Калининград, Новороссийск, Екатеринбург.